# Елвир Болич
Елвир Болич (босн. Elvir Bolić, нар. 10 жовтня 1971, Зениця, СФР Югославія) — боснійський футболіст, нападник. Найкращий бомбардир в історії збірної Боснії та Герцеговини, автор першого гола в історії збірної Боснії. Більшу частину власної 18-річної кар'єри провів у Туреччині, захищаючи кольори 7-ми клубів, включаючи «Галатасарай» та «Фенербахче». Також відіграв три роки в іспанському «Райо Вальєкано»

## Клубна кар'єра

### «Челік» та «Црвена Звезда»
Народився в місті Зениця, СР Боснія і Герцеговина, СФР Югославія. Болич розпочав свою кар'єру в місцевому «Челіці», який на той час виступав у нижчих лігах чемпіонату Югославії, тому не міг запрошувати відомих гравців, а змушений був робити ставку на молодих футболістів, саме ця обставина допомогла Елвиру заграти на дорослому рівні. Болич та ще декілька партнерів по команді отримали виклик до збірної Югославії U-18. Згодом він став одним з декількох гравців команди, які будуть представляти незалежну збірну Боснії і Герцеговини (серед тих гравців були Сенад Бркич, Мирсад Хибич та Нермин Шабич).
У грудні 1991 року Болич був придбаний югославським грандом, белградською «Црвеною Звездою», яка того року захищала титул переможця Кубку європейських чемпіонів під керівництвом талановитих тренерів Владимира Цветковича та Драгана Джаїча. Ці тренери повірили в талант Елвира й надавали йому регулярну ігрову практику в першій команді. У своєму єдиному сезоні в складі белградського клубу Елвир відзначився 2-ма голами в 11-ти матчах Першої ліги Югославії.
Перебуваючи в тренувальному таборі Югославської збірної у Франції, у червні наступного року 21-річний Болич отримав погані новини від своєї родини про погіршення ситуації в Боснії та початок військового конфлікту. Він повідомив керівництво клубу, що більше не повернеться до Белграда, а натомість поїде до Туреччини для зустрічі зі своїм агентом; «Црвена Звезда» з повагою поставилася до його побажання, і згодом Елвир підписав з «Галатасараєм».

### Туреччина
Болич переїхав до Туреччини влітку 1992 року й продовжував виступати у цій країні в Суперлізі протягом наступних 8-ми років. У цій країні він розпочав свої виступи в «Галатасараї», після чого захищав кольори «Газіантепспора» та «Фенербахче», у першому ж своєму сезоні свого перебування в останньому з цих клубів виграв титул переможця чемпіонату Туреччини та став фіналістом кубку Туреччини.
30 жовтня 1996 року Болич перервав 40-річну безпрограшну домашню серію «Манчестер Юнайтед» в єврокубках, відзначившись єдиним голом на стадіоні «Олд Траффорд» у груповому етапі Ліги чемпіонів, в якому також відзначився голом у виїзному (1:1) нічийному поєдинку проти віденського «Рапіда».

### Пізній період кар'єри
На початку 2000-их років Болич переїхав до Іспанії та підписав контракт з «Райо Вальєкано», який виступав у Ла-Лізі, й провів у ньому три сезони. Під час свого першого сезону в команді відзначився 8-ма голами у 32-ох матчах, а також до цього додав ще 7 матчів у кубку УЄФА, де допоміг клубу з Мадрида вийти до 1/4 фіналу, при цьому чотири рази відзначився у переможному (10:0) поєдинку проти аматорського клубу «Констелаціо Еспортіва».
Наприкінці липня 2003 року повернувся до Туреччини та приєднався до «Істанбулспора». Наприкінці сезону він пішов до «Генчлербірлігі», завершивши свій другий вояж до туреччини виступами за «Малатьяспор» та «Істанбулспор».
Болич розпочав сезон 2006/07 років у хорватському клубі «Рієка», але залишив його у вересні 2006 року, а вже незабаром 35-річний гравець оголосив про завершення кар'єри.

## Кар'єра в збірній

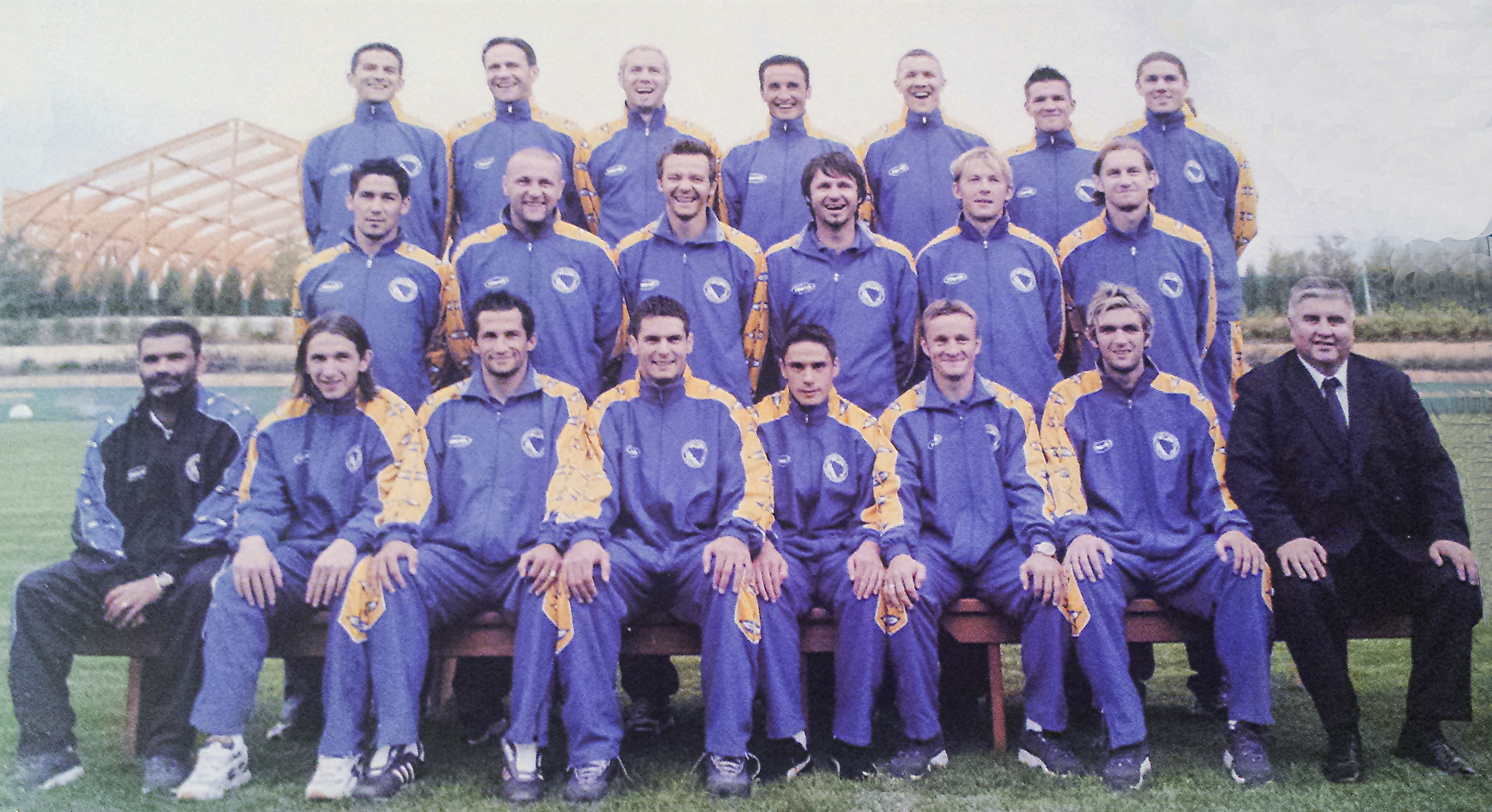
Склад збірної Боснії і Герцеговини напередодні кваліфікації Євро 2004 (Болич четвертий зліва у середньому ряді).

Болич зіграв 55 матчів у складі [Збірна Боснії і Герцеговини з футболу|Боснії і Герцеговини]] та відзначився 22-ма голами. Дебютував у складі збірної в 1996 році в поєдинку проти Греції, протягом усієї історії збірної Боснії і Герцеговини є третім найкращим бомбардиром, поступившись лише Едіну Джеко та Звєздану Мисимовичу.
8 вересня 2004 року Болич відзначився швидким голом у нічийному (1:1) поєдинку кваліфікації Чемпіонату світу 2006 року проти Іспанії. Останній поєдинок у футболці національної збірної провів 6 вересня 2008 року в рамках кваліфікації Чемпіонату Європи 2008 року проти збірної Угорщини. Пізніше він нетривалий час працював на посаді асистента головного тренера в штабі Мехо Кодро, й залишив свою посаду 17 травня 2008 року.

### Голи за збірну
| Гол | Дата              | Місце                                               | Суперник           | Рахунок | Результат | Змагання      |
| --- | ----------------- | --------------------------------------------------- | ------------------ | ------- | --------- | ------------- |
| 1.  | 6 листопада 1996  | Асім Ферхатович-Хасе, Сараєво, Боснія і Герцеговина | Італія             | 2–1     | 2–1       | Товариський   |
| 2.  | 10 листопада 1996 | Бежиград, Любляна, Словенія                         | Словенія           | 1–0     | 2–1       | Кв. ЧС 1998   |
| 3.  | 5 листопада 1997  | Стад ель-Мензах, Туніс, Туніс                       | Туніс              | 1–2     | 1–2       | Товариський   |
| 4.  | 20 серпня 1997    | Асім Ферхатович-Хасе, Сараєво, Боснія і Герцеговина | Данія              | 2–0     | 3–0       | Кв. ЧС 1998   |
| 5.  | 20 серпня 1997    | Асім Ферхатович-Хасе, Сараєво, Боснія і Герцеговина | Данія              | 3–0     | 3–0       | Кв. ЧС 1998   |
| 6.  | 10 вересня 1997   | Асім Ферхатович-Хасе, Сараєво, Боснія і Герцеговина | Словенія           | 1–0     | 1–0       | Кв. ЧС 1998   |
| 7.  | 5 червня 1999     | Асім Ферхатович-Хасе, Сараєво, Боснія і Герцеговина | Литва              | 2–0     | 2–0       | Кв. Євро 2000 |
| 8.  | 9 червня 1999     | Свангаскард, Тофтір, Фарерські острови              | Фарерські острови  | 1–0     | 2–2       | Кв. Євро 2000 |
| 9.  | 9 червня 1999     | Свангаскард, Тофтір, Фарерські острови              | Фарерські острови  | 2–2     | 2–2       | Кв. Євро 2000 |
| 10. | 4 вересня 1999    | Асім Ферхатович-Хасе, Сараєво, Боснія і Герцеговина | Шотландія          | 1–1     | 1–2       | Кв. Євро 2000 |
| 11. | 16 серпня 2000    | Асім Ферхатович-Хасе, Сараєво, Боснія і Герцеговина | Туреччина          | 1–0     | 2–0       | Товариський   |
| 12. | 27 березня 2002   | Грбавиця, Сараєво, Боснія і Герцеговина             | Північна Македонія | 1–0     | 4–4       | Товариський   |
| 13. | 27 березня 2002   | Грбавиця, Сараєво, Боснія і Герцеговина             | Північна Македонія | 4–2     | 4–4       | Товариський   |
| 14. | 29 березня 2003   | Билино Поле, Зениця, Боснія і Герцеговина           | Люксембург         | 1–0     | 2–0       | Кв. Євро 2004 |
| 15. | 11 жовтня 2003    | Асім Ферхатович-Хасе, Сараєво, Боснія і Герцеговина | Данія              | 1–1     | 1–1       | Кв. Євро 2004 |
| 16. | 31 березня 2004   | ?, Люксембург, Люксембург                           | Люксембург         | 2–0     | 2–1       | Товариський   |
| 17. | 8 вересня 2004    | Билино Поле, Зениця, Боснія і Герцеговина           | Іспанія            | 1–1     | 1–1       | Кв. ЧС 2006   |
| 18. | 2 лютого 2005     | ?, Тегеран, Іран                                    | Іран               | 1–0     | 1–2       | Товариський   |
| 19. | 30 березня 2005   | Асім Ферхатович-Хасе, Сараєво, Боснія і Герцеговина | Литва              | 1–0     | 1–1       | Кв. ЧС 2006   |
| 20. | 8 жовтня 2005     | Билино Поле, Зениця, Боснія і Герцеговина           | Сан-Марино         | 1–0     | 3–0       | Кв. ЧС 2006   |
| 21. | 8 жовтня 2005     | Билино Поле, Зениця, Боснія і Герцеговина           | Сан-Марино         | 2–0     | 3–0       | Кв. ЧС 2006   |
| 22. | 8 жовтня 2005     | Билино Поле, Зениця, Боснія і Герцеговина           | Сан-Марино         | 3–0     | 3–0       | Кв. ЧС 2006   |

## Досягнення

### Клубна
«Црвена Звезда»
- Чемпіонат Югославії
  -  Чемпіон (1): 1991/92
- Міжконтинентальний кубок
  -  Переможець (1): 1991

«Галатасарай»
- Суперліга Туреччини
  -  Чемпіон (1): 1992/93

- Кубок Туреччини
  -  Володар (1): 1992/93

«Фенербахче»
- Суперліга Туреччини
  -  Чемпіон (1): 1995/96